# Turks i Caicos na Mistrzostwach Świata w Lekkoatletyce 2009
Turks i Caicos na Mistrzostwach Świata w Lekkoatletyce 2009 – reprezentacja Turks i Caicos podczas czempionatu w Berlinie liczyła tylko 1 zawodnika – Kareem Caley – który ostatecznie nie wystąpił w zawodach.